# Ejstrup (Harte Sogn)
 For alternative betydninger, se Ejstrup. (Se også artikler, som begynder med Ejstrup)
Ejstrup er en landsby i Harte Sogn i Kolding. Ejstrup er et lille samfund vest for Kolding, som ligger i  ådalen til  Kolding Å syd for den gamle hovedvej (Esbjergvej tidl. Ribe Landevej) mellem Kolding og Esbjerg.
Navnet Ejstrup tidligere Ejstorp kan spores tilbage til år 1452.
På Hvilestedvej er der fundet stolpehuller fra en boplads, som kan dateres tilbage til stenalderen. Område har været egnet som vadested.
I midten af 1800-tallet lå Ejstrup på den dansk-tyske grænse og fungerede som toldsted med toldbetjente, der patruljerede i ådalen, indtil denne blev flyttet til Sønderbro i Kolding
Fra 1867 til 1968 var byen en stationsby med et erhvervsliv, som var passende til en landsby, her var bl.a. banehuse, bageri, købmand og  afholdshus. I 1998 lukkede brugsen som den sidste butik.
Ca. 500 m nord for byen lå Hvilested kro, hvorpå bl.a. Holger Drachmann boede i længere perioder. Holger Drachmann har bl.a. lavet Kolding-sangen og digte om Kolding og Marielundsskoven
|  | Denne artikel om lokaliteten Ejstrup (Harte Sogn) kan blive bedre, hvis der indsættes et (bedre) billede. Du kan hjælpe ved at afsøge Wikimedia Commons for et passende billede eller lægge et op på Wikimedia Commons med en af de tilladte licenser og indsætte det i artiklen. |

55°30′11.74″N 9°22′44.47″Ø / 55.5032611°N 9.3790194°Ø